# Джеймс, Лили
Лили Хлоя Нинетт Томсон (англ. Lily Chloe Ninette Thomson; род. 5 апреля 1989, Ишер, Суррей), более известная как Лили Джеймс (англ. Lily James) — британская актриса.

## Ранние годы
Лили Джеймс родилась 5 апреля 1989 года в городе Ишере, в графстве Суррей, Англия, в семье актрисы, Нинетт (в девичестве Мэнтл) и музыканта, Джеймса (Джейми) Томсона. Бабушка Лили, Хелен Хортон, была американской актрисой. Джеймс училась в школе искусств в Тринге. В 2010 году окончила Гилдхоллскую школу музыки и театра в Лондоне.

## Карьера
Лили дебютировала на телевидении в 2010 году, снявшись в четырёх сериях сериала «Просто Уильям». В 2011 году она снялась в восьми сериях сериала «Тайный дневник девушки по вызову». В 2012 году сыграла роль Коррины в фильме «Гнев титанов».
С 2012 по 2015 год Джеймс снималась в сериале «Аббатство Даунтон». В 2015-м вышел фильм «Золушка», где она сыграла главную роль. Роль принца досталась Ричарду Мэддену.
И в 2015 и в 2016 годах Лили получила премию Гильдии киноактёров США в категории «Лучший актёрский состав в драматическом сериале» за роль в сериале «Аббатство Даунтон». В 2017 году снялась в фильме «Малыш на драйве» в роли Деборы. Летом 2018 года вышел фильм «Mamma Mia! 2», в котором Лили исполнила роль юной Донны.
В 2019 году актрису можно было увидеть на больших экранах в музыкальной мелодраме «Yesterday», а в 2020 году — на Netflix в триллере «Ребекка», экранизации одноимённого романа Дафны Дюморье.
В 2021 году Лили Джеймс исполнила главную роль в мини-сериале «В поисках любви». В 2022 году — в мини-сериале «Пэм и Томми», премьера которого состоялась на сервисе Hulu. Джеймс сыграла в проекте Памелу Андерсон. Роль её мужа, Томми Ли, досталась Себастиану Стэну.
В марте 2023 года в прокат вышла романтическая комедия Шекхара Капура «При чём тут любовь?» с Лили в главной роли.

## Личная жизнь
Отец Лили, Джеймс Томсон, умер от рака в 2008 году. Она взяла его имя в качестве псевдонима после того, как узнала, что в Гильдии актёров уже зарегистрирована Лили Томсон.
С 2014 по 2019 Джеймс встречалась с актёром Мэттом Смитом, коллегой по фильму «Гордость и предубеждение и зомби».
В 2021 году Джеймс начала встречаться с американским музыкантом и автором песен Майклом Шуманом, участником американской рок-группы Queens of the Stone Age. В феврале 2023 года пара рассталась. Сообщалось, что роман Джеймс с Шуманом возобновился в ноябре 2023 года.

## Фильмография
| Год       |     | Русское название                                       | Оригинальное название                             | Роль                          |
| --------- | --- | ------------------------------------------------------ | ------------------------------------------------- | ----------------------------- |
| 2010      | с   | Просто Уильям                                          | Just William                                      | Этель Браун                   |
| 2011      | с   | Тайный дневник девушки по вызову                       | Secret Diary of a Call Girl                       | Поппи                         |
| 2012      | кор | Химия                                                  | Chemistry                                         | Айнес                         |
| 2012      | ф   | Гнев титанов                                           | Wrath of the Titans                               | Коррина                       |
| 2012      | ф   | Сломленные                                             | Broken                                            | повзрослевшая «Вонючка»       |
| 2012      | ф   | Быстрые девушки                                        | Fast Girls                                        | Лиза Темпл                    |
| 2012—2015 | с   | Аббатство Даунтон                                      | Downton Abbey                                     | леди Роуз Макклер Элдридж     |
| 2013      | кор | Тихое лечение                                          | Silent Treatment                                  | девушка                       |
| 2014      | тф  |                                                        | Text Santa 2014                                   | леди Роуз Макклер             |
| 2015      | ф   | Золушка                                                | Cinderella                                        | Золушка                       |
| 2015      | ф   | Шеф Адам Джонс                                         | Burnt                                             | Сара                          |
| 2016      | с   | Война и мир                                            | War and Peace                                     | Наташа Ростова                |
| 2016      | ф   | Гордость и предубеждение и зомби                       | Pride and Prejudice and Zombies                   | Элизабет Беннет               |
| 2016      | ф   | Исключение                                             | The Exception                                     | Мике де Йонг                  |
| 2016      | кор | История Томаса Бёрберри                                | The Tale of Thomas Burberry                       | Бетти                         |
| 2017      | ф   | Малыш на драйве                                        | Baby Driver                                       | Дебора                        |
| 2017      | ф   | Тёмные времена                                         | Darkest Hour                                      | Элизабет Лейтон               |
| 2018      | ф   | Простите за беспокойство                               | Sorry to Bother You                               | детроитская британка, озвучка |
| 2018      | ф   | Клуб любителей книг и пирогов из картофельных очистков | The Guernsey Literary and Potato Peel Pie Society | Джульет Эштон                 |
| 2018      | ф   | Лесок                                                  | Little Woods                                      | Деб                           |
| 2018      | ф   | Mamma Mia! 2                                           | Mamma Mia! Here We Go Again                       | Донна Шеридан в молодости     |
| 2019      | ф   | Вчера                                                  | Yesterday                                         | Элли                          |
| 2019      | ф   | Редкие звери                                           | Rare Beasts                                       | Крессида                      |
| 2020      | ф   | Ребекка                                                | Rebecca                                           | миссис Де Винтер              |
| 2021      | ф   | Раскопки                                               | The Dig                                           | Пегги Престон                 |
| 2021      | с   | В поисках любви                                        | Pursuit of Love                                   | Линда Радлетт                 |
| 2022      | с   | Пэм и Томми                                            | Pam & Tommy                                       | Памела Андерсон               |
| 2023      | ф   | При чём тут любовь?                                    | What’s Love Got to Do With It?                    | Зои                           |
| 2023      | ф   | Железный коготь                                        | The Iron Claw                                     | Пэм Адкиссон                  |
| 2023      | ф   | Долгожданный рассвет                                   | Finalmente l’alba                                 | Жозефина Эсперанто            |
| 2024      | ф   | Ненасытные люди                                        | Greedy People                                     | Пейдж                         |
| 2025      | ф   | Диспетчер                                              | Relay                                             | Сара Грант                    |
| 2025      | ф   | Swiped                                                 | Swiped                                            | Уитни Вулф Херд               |
|           | ф   | Плохой лейтенант: Токио                                | Bad Lieutenant: Tokyo                             |                               |
|           | ф   | Позволь злу уйти на запад                              | Let the Evil Go West                              |                               |
|           | ф   | Скалолаз                                               | Untitled Cliffhanger film                         | Наоми Купер                   |

## Награды и номинации
| Год  | Награда                                  | Категория                                       | Работа            | Результат |
| ---- | ---------------------------------------- | ----------------------------------------------- | ----------------- | --------- |
| 2015 | Harper’s Bazaar Women of the Year Awards | Breakthrough Award                              |                   | Победа    |
| 2015 | Teen Choice Awards                       | Choice Movie Actress: Sci-Fi/Fantasy            | Золушка           | Номинация |
| 2015 | Премия Гильдии киноактёров США           | Лучший актёрский состав в драматическом сериале | Аббатство Даунтон | Победа    |
| 2016 | Премия Гильдии киноактёров США           | Лучший актёрский состав в драматическом сериале | Аббатство Даунтон | Победа    |
| 2016 | Kids’ Choice Awards                      | Любимая актриса                                 | Золушка           | Номинация |
| 2016 | Спутник                                  | Лучшая актриса в мини-сериале или телефильме    | Война и мир       | Номинация |
| 2016 | Seoul International Drama Awards         | Лучшая актриса                                  | Война и мир       | Номинация |